# Harel Skaat (album)
Harel Skaat è il primo album di Harel Skaat, pubblicato nel 2006, due anni dopo la sua partecipazione ad American Idol.
L'album contiene 10 brani, tutti di lavorazione da parte di Izhar, ed è divenuto disco d'oro dopo appena un mese dalla sua uscita con più di 20000 copie vendute.

## Tracce

### Titoli originali
- Kol Hatziporim
- Lo Memaher
- Ve'at
- Afilu Shesrefot
- Masheo Mimeni
- Kabli Oti
- Kama od efshar
- Im Hu Yelech
- Ha roach teshane et kivuna
- Yamim Acherim

### Titoli tradotti in inglese
- All the birds
- Not Hurry
- And you
- Even thought it's burning
- Something from me
- Accept me as I am
- How much
- If he will go
- The wind will change
- Other days